# Valentino Balboni

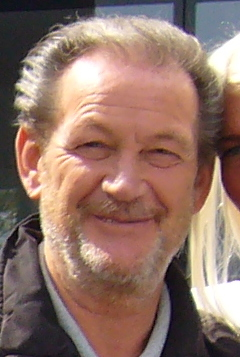
Valentino Balboni

Valentino Balboni (Cento, 13 mei 1949) was de officiële hoofd testrijder van Lamborghini. Om hem te eren voor het werk wat hij gedaan heeft voor de voertuigen en voor het merk Lamborghini is een uitvoering van de Gallardo naar hem vernoemd. Balboni heeft 40 jaar voor het merk gewerkt maar door Italiaanse wetgeving moest hij stoppen in oktober 2008. Hij wordt als zelfstandig adviseur ingehuurd. Balboni woont in Cento.

## Biografie
Balboni startte op 21 april 1968 bij het sportwagenmerk. Hij werd door Furruccio Lamborghini zelf gevraagd om de voertuigen te testen naast Bob Wallace. Voor de merk liefhebbers en kenners van sportwagens is Balboni in een cultstatus verheven.
- Gemeinsame Normdatei: 1063653665
- Virtual International Authority File: 311755918
- WorldCat: E39PBJgXffKvJBxbY4QG7tqvpP